# Preslianthus detonsus
Preslianthus detonsus är en kaprisväxtart som först beskrevs av José Jéronimo Triana och Planch., och fick sitt nu gällande namn av Hugh Hellmut Iltis och Cornejo. Preslianthus detonsus ingår i släktet Preslianthus och familjen kaprisväxter. Inga underarter finns listade i Catalogue of Life.